# Linaria japonica
Linaria japonica är en grobladsväxtart som beskrevs av Friedrich Anton Wilhelm Miquel. Linaria japonica ingår i släktet sporrar, och familjen grobladsväxter. Inga underarter finns listade i Catalogue of Life.